# キーウ・チャイカ空港
キーウ・チャイカ空港（キーウ・チャイカくうこう、ウクライナ語: Аеропорт "Київ" (Чайка)アエロポールト・クィーイィヴ・チャーイカ）は、ウクライナの首都キーウの空港のひとつである。チャイカ地域にあり、たんに「チャイカ空港」とも呼ばれる。また、規模が小さいことから「空港」ではなく「飛行場」と呼ばれることも多い。国際民間航空機関(ICAO)コードはUKKJ。

## 概要
キーウ・チャイカ空港は、厳密にはキーウの市外のキーウ州にある。隣接するのはキーウ市スヴャトーシン地区カテルィニーウカで、市内でもっとも西のはずれの地区である。近隣は主に松などの林となっている。また、スヴャトーシン湖もある。
近くを通るブレスト＝リトウスク街道を走る長距離バスのバス停は、「チャイカ」である。市内バスは、通りから脇に入り飛行場まで直結している。バス停名は「SKチャイカ」で、これは「スポルトィーヴヌィイ・クルーブ・チャーイカ」(Спортивнтй клуб Чайка)の略称である。 
キーウ・チャイカ空港に根拠地を置く航空会社チャイカ(Авіакомпанія "Чайка"アヴィアコムパーニヤ・チャーイカ)は、An-28、Yak-52、Mi-8などを保有している。